# Verbi spagnoli
I verbi spagnoli rappresentano una delle parti più importanti della grammatica spagnola. Lo spagnolo è una lingua sintetica dotata di flessione, quindi per formare le varie persone del verbo aggiunge un suffisso morfologico verbale ad una radice verbale fissa.

## Introduzione al sistema verbale spagnolo

Coniugazione di "correre" in spagnolo.

Similmente ai verbi nella maggior parte delle lingue indoeuropee, quelli spagnoli subiscono la flessione secondo le seguenti categorie:
- tempo: passato, presente, futuro.
- numero: singolare, plurale.
- persona: prima, seconda, terza (dalla terza persona singolare in poi, c'è anche la suddivisione in genere).
- modo: indicativo, congiuntivo, condizionale, imperativo.
- aspetto: perfettivo, imperfettivo (distinti solo nel tempo passato come preterito o imperfetto).
- diatesi: attiva, passiva.

Poiché lo spagnolo è una lingua a soggetto nullo, il pronome personale soggetto viene spesso omesso (a meno che si enfatizzi o si usi ogni volta per un qualunque altro motivo).
Il sistema verbale dello spagnolo moderno ha 14 paradigmi distinti e completi (vale a dire insiemi di forme per ogni combinazione di tempo e modo), più un paradigma incompleto (l'imperativo), come pure tre forme atemporali (infinito, gerundio e participio passato) usate per formare tempi come il presente continuato e il passato prossimo o strutture come "verbo servile +infinito" (e.g. "voglio/devo/posso mangiare").
I 14 tempi regolari sono inoltre suddivisi in sette tempi semplici e sette tempi composti (noti anche come perfetti). I sette tempi composti sono formati con il verbo ausiliare haber seguito dal participio passato. I verbi possono essere usati in altre forme, similmente il presente progressivo (inglese), il quale nei trattati di grammatica di solito non viene considerato un tempo speciale, ma solo una delle costruzioni verbali perifrastiche. Come importanza, sono alla pari degli altri verbi, tali per cui si può indicare il presente continuato senza ambiguità (e.g. "io mangio VS io sto mangiando/io sto a mangiare").
Nello spagnolo medievale c'erano due tempi (futuro semplice e composto del congiuntivo) che oggi risultano a tutti gli effetti obsoleti.
La coniugazione verbale spagnola è divisa (come quella italiana) in quattro categorie note come modi: indicativo, congiuntivo, condizionale e imperativo più il cosiddetto, secondo la tradizione, modo infinito (le grammatiche più recenti lo chiamano "forme impersonali"). Quest'ultima categoria contiene le tre forme non finite che ogni verbo possiede: infiniti, gerundio e participio passato (più precisamente "participio perfetto passivo"). Il participio passato può concordare per numero e genere proprio come fosse un aggettivo, prendendo quattro possibili forme. C'è inoltre una forma tradizionalmente nota come participio presente (per es. cantante, durmiente), ma di solito viene considerato un aggettivo derivato dal verbo, piuttosto che una forma del verbo stesso, dal momento che non tutti i verbi hanno questa forma.
Un accidente verbale viene definito come uno dei mutamenti della forma che un verbo può subire. I verbi spagnoli hanno cinque accidenti e ogni verbo muta quindi in base a persona e numero, modo (indicativo, imperativo, congiuntivo, condizionale) e tempo (passato/presente/futuro) e aspetto verbale (azione finita/imperfettivo VS non finita/perfettivo in un qualunque modo e tempo). A questi, si aggiunge la diatesi attiva e passiva. Nella seconda, il soggetto agente diventa il paziente (e.g. il bambino mangia la mela VS la mela viene mangiata dal bambino).
Un verbo impersonale, come quelli che indicano il meteo, semplicemente non hanno il pronome personale e si coniugano alla terza persona singolare, come nell'italiano "piove, nevica, fa freddo". I verbi impersonali non sono i "verbi atemporali" (gerundio -ando, -iendo, -iendo; participio passato -ado, -ido, -ido).
I verbi si suddividono in tre coniugazioni regolari, classificate in base alle loro terminazioni dell'infinito in -ar, -er o -ir. (La vocale della terminazione — a, e, i — viene chiamata vocale tematica.) I verbi in -ar (prima coniugazione) sono quelli più numerosi (come accade per la coniugazione italiana dei verbi in -are) e i più regolari; per giunta, i nuovi verbi di solito adottano la forma -ar.
I verbi in -er e -ir sono di meno e comprendono molti verbi irregolari (questi ultimi esistono anche in altre lingue come lo stesso italiano). Ci sono inoltre sottoclassi di verbi semi-regolari che mostrano alternanza vocalica condizionati dall'accento. In generale, molti dei verbi maggiormente usati mostrano delle irregolarità in alcune persone (cioè cambia la radice oltre al suffisso), tale per cui sono irregolari.
Il verbo "avere" come ausiliare è "haber" e non è da confondere con "tener", che indica il verbo avere come verbo principale per esprimere il possesso. In portoghese invece si usa un solo verbo, "ter".
Vengono dati per scontati i pronomi personali (almeno quelli soggetto), inclusi quelli per esprimere formalità (Usted, Ustedes +3° persona) e le varianti in America Latina, e la conoscenza della scrittura e pronuncia dello spagnolo. Queste ultime sono semplici siccome c'è alta corrispondenza tra scrittura e pronuncia, come in italiano e rumeno e contrariamente a lingue come l'inglese. A essa si collega la macro-distinzione tra pronuncia latino-americana e europea, le cui caratteristiche più pervasive ed evidenti in pronuncia sono i fenomeni del seseo e dello yeísmo (altre differenze, in minor misura, riguardano alcune caratteristiche grammaticali ed il lessico).

## Introduzione ai tempi verbali

### Presente indicativo(presente simple)
Il tempo presente è un tempo semplice formato dalle terminazioni mostrate sotto per ogni pronome soggetto e coniugazione (le terminazioni comuni hanno le caselle unificate):
| Pronome              | -ar   | -er   | -ir   |
| -------------------- | ----- | ----- | ----- |
| yo                   | -o    | -o    | -o    |
| tú                   | -as   | -es   | -es   |
| vos                  | -ás   | -és   | -ís   |
| él, ella; usted      | -a    | -e    | -e    |
| nosotras/nosotros    | -amos | -emos | -imos |
| vosotras/vosotros    | -áis  | -éis  | -ís   |
| ellas/ellos; ustedes | -an   | -en   | -en   |

- Questo tempo viene usato per indicare un'azione fatta nel presente, anche se esiste anche il presente continuato, con cui quest'uso di disambigua meglio (e.g. María habla con Juan por teléfono, 'Maria sta parlando con Juan al telefono').
- Si usa anche per le azioni abituali (e.g. María llega al campo todos los sábados, 'María va in campagna ogni sabato').
- Si usa pure per indicare le verità assolute, che in teoria sono atemporali (e.g. Dos más dos son cuatro, 'Due più due fa quattro'; Los planetas giran alrededor del sol, 'I pianeti girano intorno al sole').
- Si può usare pure in funzione di presente storico, cioè per parlare di azioni avvenute nel passato (anche lontanissimo) al presente per renderle vivide e/o perché si usa un tono colloquiale (e.g. Fernando Magallanes descubre las Filipinas el 15 de marzo de 1521, 'Ferdinando Magellano scopre le Filippine il 15 marzo del 1521'). Lo stesso avviene con molte altre lingue.
- Si usa, sempre come avviene pure in italiano e portoghese, anche come versione colloquiale del futuro semplice, cioè per indicare un'azione che avverrà in un futuro anche lontano (e.g. Este junio, viajo a España, 'A giugno, vado in Spagna').
- In alcune zone della Spagna e America Latina (ma succede anche per l'italiano), il presente può essere usato come versione colloquiale dell'imperativo (e.g. ¡Ahora te vas y pides disculpas al señor Ruiz! 'Adesso vai e chiedi scusa al signor Ruiz').

### Imperfetto (pretérito imperfecto)
L'imperfetto è formato con le seguenti terminazioni:
| Pronome              | -ar     | -er, -ir |
| -------------------- | ------- | -------- |
| yo                   | -aba    | -ía      |
| tú; vos              | -abas   | -ías     |
| él, ella; Usted      | -aba    | -ía      |
| nosotras/nosotros    | -ábamos | -íamos   |
| vosotras/vosotros    | -abais  | -íais    |
| ellas/ellos; Ustedes | -aban   | -ían     |

- Questo tempo viene utilizzato per esprimere un'azione fatta abitualmente in un passato non ben determinato (e.g. Cuando era pequeño, hablaba español con mi abuela, 'Quando ero piccolo, parlavo in spagnolo con mia nonna').
- Esprime un'azione in fase di svolgimento ("Mentre...") interrotta da un'altra azione (e.g. Tomábamos la cena cuando Eduardo entró, 'Stavamo cenando quando Eduardo entrò').
- Esprime una situazione del passato, come, per esempio, lo sfondo di una narrazione (non è un'azione finita) (e.g. Todo estaba tranquilo esa noche. Juan Eduardo miraba el partido de fútbol con su amigo Alejandro. Comían unas porciones de pizza, 'Tutto era tranquillo quella notte. Juan Eduardo stava guardando la partita di calcio con il suo amico Alejandro. Stavano mangiando delle pizze').
- In alcuni casi, questo passato può essere usato per esprimere gentilezza/cortesia. Il caso tipico è quello di dare un ordine con tono smorzato (e.g ¿Podía usted darme la revista? 'Potreste darmi la rivista?').

### Passato remoto (pretérito indefinido) e precisazioni sull'imperfetto e passato remoto
Il passato remoto ha le seguenti terminazioni:
| Pronome              | -ar     | -er, -ir |
| -------------------- | ------- | -------- |
| yo                   | -é      | -í       |
| tú; vos              | -aste   | -iste    |
| él, ella; Usted      | -ó      | -ió      |
| nosotros/nosotras    | -amos   | -imos    |
| vosotros/vosotras    | -asteis | -isteis  |
| ellos/ellas; Ustedes | -aron   | -ieron   |

- Questo tempo viene utilizzato per esprimere un'azione vista come un evento completato, dove spesso viene accompagnata da espressioni avverbiali come ayer, anteayer, la semana pasada, esattamente come nel Simple Past inglese. Molto più usato in Spagna rispetto al corrispettivo italiano, il "preterito indefinito" corrisponde formalmente al passato remoto italiano e al Simple Past inglese, ma spesso viene tradotto con il passato prossimo, che in italiano colloquiale e informale si usa al posto del passato remoto. Alcune difficoltà nell'uso di questo tempo in spagnolo e inglese, confondibile in primis con il passato prossimo, possono derivare proprio dall'assenza di distinzione nell'italiano informale: semplicemente, queste due lingue sono analoghe all'italiano formale e sono più precise, fiscali e tassative nella distinzione (e.g. Ayer, encontré la flor que tú me diste. 'Ieri ho trovato il fiore che tu mi hai dato').
- Esprime un evento accaduto (e completato) mentre subentra un'altra azione (sempre nel passato), esattamente come nell'inglese "While... when..." (e.g. Tomábamos la cena cuando entró Eduardo. 'Stavamo cenando quando entrò Eduardo').
- Esprime una realtà appartenente al passato (e.g. Las Filipinas fueron parte del Imperio Español, 'Le Filippine furono parte dell'Impero Spagnolo').

Esistono poi delle parole e frasi chiave che solitamente accompagnano il preterito e non l'imperfetto:
- ayer (ieri)
- anteayer (l'altroieri)
- anoche (stanotte)
- durante dos siglos (per due secoli)
- por un rato (per un po')
- el otro día (l'altro giorno)
- entonces (allora)
- luego (allora; e allora/dopo)
- esta mañana (stamattina)
- esta tarde (questo pomeriggio)
- la semana pasada (la settimana scorsa/passata)
- el mes pasado (il mese scorso)
- el año pasado (l'anno scorso)
- hace dos días/semanas/meses/años (due giorni/settimane/mesi/anni fa)
- de repente (improvvisamente)
- en 1954 (nel 1954)
- el 25 de enero (il 25 gennaio)
- durante (durante)
- dos veces, tres veces, muchas veces, muchisimas veces (due volte, tre volte, molte volte, moltissime volte)
- tantas veces, varias veces (tante volte, varie/svariate/diverse volte)
- nunca (mai)
- tan pronto como (appena)
- después que (dopo)
- desde que (da quando)

E.g.: Esta mañana comí huevos y pan tostado ('Stamattina ho mangiato uova e pane tostato').
Viceversa, esistono parole e frasi chiave che solitamente accompagnano l'imperfetto:
- a menudo (spesso)
- a veces (a volte)
- cada día (ogni giorno)
- cada semana (ogni settimana)
- cada mes (ogni mese)
- cada año (ogni anno)
- con frecuencia, frecuentemente (frequentemente)
- de vez en cuando (di tanto in tanto):
- en aquella época (a quel tempo)
- generalmente (di solito)
- todas las semanas (tutte le settimane)
- todos los días (ogni giorno)
- todo el tiempo (tutto il tempo)
- constantemente (costantemente)
- mientras (mentre)
- regularmente (regolarmente)
- por lo general (generalmente)
- todavía (ancora)
- ya (già)
- Eran las tres (erano le 3)
- Estaba nublado (era nuvoloso)

E.g.: Cada año mi familia iba a Puerto Rico ('Ogni anno la mia famiglia andava a Porto Rico').

#### Futuro (futuro simpleofuturo imperfecto)
Il tempo futuro usa l'intero infinito come tema a cui vengono aggiunte le seguenti terminazioni:
| Pronome              | -ar, -er, - ir |
| -------------------- | -------------- |
| yo                   | -é             |
| tú; vos              | -ás            |
| él, ella; Usted      | -á             |
| nosotros/nosotras    | -emos          |
| vosotros/vosotras    | -éis           |
| ellos/ellas; Ustedes | -án            |

- Questo tempo esprime un'azione fatta nel futuro (e.g. El año próximo, Visitaré Buenos Aires, 'Il prossimo anno, visiterò Buenos Aires').
- Esprime un'ipotesi/congettura se usato come "futuro epistemico", esattamente come in italiano (e.g. — ¿Quién estará tocando a la puerta? — Será Fabio, 'Chi starà bussando alla porta? — Sarà Fabio').
- In un linguaggio abbastanza forbito, indica pure un comando, come se fosse l'imperativo (e.g. No llevarás a ese hombre a mi casa, 'Non porterai quell'uomo in casa mia').
- A differenza dell'italiano (ma come in inglese), si usa pure per esprimere un ordine in modo smorzato, cioè serve ancora una volta come marcatore di buona educazione (e.g. Te importará encender la televisión? 'Ti spiacerebbe/spiacerà accendere la televisione?')

### "Stare per..."
Per indicare un'azione sul punto di accadere, si usa il verbo irregolare "ir" (andare) seguito dalla preposizione semplice "a" e l'infinito del verbo. In alternativa, si usa "estar a punto de" +infinito, e.g. Mi padre va a llegar mañana = (lett. Mio padre va ad arrivare domani) "Mio padre sta per arrivare domani"; Mi padre está a punto de llegar = "Mio padre sta sul punto d'arrivare".

### Passato prossimo (pretérito perfecto)
Il passato prossimo, esattamente come il passato prossimo italiano, è un tempo composto (tiempo compuesto) che ha come ausiliare il verbo haber, seguito dal participio passato del verbo principale. Tutti i tempi composti hanno l'ausiliare haber, che cambia in base alla persona, mentre il resto del verbo (il participio passato) è invariabile e finisce sempre in -o, come in italiano. E.g. Te he dicho mi opinión. ('Ti ho detto la mia opinione').
Nella maggior parte della Spagna questo tempo ha un uso aggiuntivo, per esprimere un'azione finita in un tempo non specificato (come in inglese) o che è appena finita/è finita "poco fa" o che ha i suoi effetti nel presente, e.g. Este mes ha llovido mucho, pero hoy hace buen día. ('Questo mese ha piovuto molto, ma oggi è una bella giornata').

### Trapassato prossimo (pretérito pluscuamperfecto)
Similmente al trapassato prossimo italiano, il "trapassato prossimo" ha come ausiliare la forma dell'imperfetto del verbo haber seguito dal participio passato del verbo principale. Questa forma è usata per esprimere un'azione passata che avvenne prima di un'altra. E.g.: Yo había esperado tres horas cuando él llegó. ('Sono stato ad aspettare tre ore prima che arrivasse', lett. "Avevo aspettato tre ore quando arrivò")

### Trapassato remoto (pretérito anterior)
Il trapassato remoto combina la forma preterita di haber con il participio passato del verbo principale. È una forma molto rara nello spagnolo parlato, ma viene talvolta usato nella lingua scritta, quasi interamente limitato alle preposizioni subordinate (temporali, avverbiali) — perciò viene di solito introdotto da congiunzioni temporali cuando, apenas, en cuanto, ecc. Viene impiegato per esprimere un'azione terminata immediatamente prima di un'altra azione passata.
E.g.: Cuando hubieron llegado todos, empezó la ceremonia ('Quando furono arrivati, incominciò la cerimonia').
E.g.: Apenas María hubo terminado la canción, su padre entró. ('Appena Maria ebbe terminata la canzone, suo padre arrivò').
Questo tempo viene spesso sostituito dal preterito "indefinito" o "piuccheperfetto", ottenendo lo stesso esito semantico.
E.g.: Apenas María terminó la canción, su padre entró. ('Appena Maria terminò la canzone, arrivò suo padre')
E.g.: Apenas María había terminado la canción, su padre entró. (lett. 'Appena Maria ebbe terminato la canzone, suo padre arrivò')

### Futuro anteriore (futuro compuesto)
Il futuro anteriore è formato dalla forma del futuro indicativo di haber, seguita dal participio passato del verbo principale, e.g.: Habré hablado. ('Avrò parlato'), "Habràs dicho." ('Avrà detto').
- Viene usato per indicare un'azione futura terminata prima di un'altra azione futura, e.g.: Cuando yo llegue a la fiesta, ya se habrán marchado todos. ('Quando arrivo alla festa, già se ne saranno andati tutti').
- Si usa pure per fare supposizioni, come il futuro epistemico base, e.g.: Hace ya una hora que ha terminado la fiesta y Luis no estaba. ¿Por qué no habrá venido? - Imagino que no habrá podido venir debido a su trabajo, 'È già un'ora che è finita la festa e Luis non si è fatto vedere. Come mai non sarà venuto? - Immagino che non avrà potuto venire a causa del suo lavoro').

### Condizionale semplice (condicional simpleopospretérito)
Come nel caso del futuro, il condizionale usa come tema l'intero infinito. Le sue terminazioni sono le seguenti:
| Pronome               | -ar, -er, -ir |
| --------------------- | ------------- |
| yo                    | -ía           |
| tú; vos               | -ías          |
| él, ella; Usted       | -ía           |
| nosotr@s              | -íamos        |
| vosotr@s              | -íais         |
| ellos, ellas; Ustedes | -ían          |

- Come in italiano, si usa per esprimere cortesia quando si fa una richiesta, cioè si smorza un ordine, e.g: Señor, ¿podría darme una copa de vino? 'Signore, potrebbe darmi un bicchiere di vino?')
- Smorza pure i desideri espressi con il verbo "querer" per non sembrare troppo diretti o non sembrare qualcuno che voglia dare ordini (voglio VS vorrei; desidero VS desidererei). E.g: Querría mirar la película esta semana ('Gradirei vedere il film questa settimana').
- Si usa pure in una proposizione introdotta da "allora/in tal caso/in quel caso" anche non espresso perché scontato, proposizione la cui realizzazione dipende da un proposizione ipotetica introdotta da "se" più o meno esclusivo (e.g. "se" VS "se e solo se"). E.g. Si yo fuera rico, viajaría a América del Sur, 'Se io fossi ricco, [allora] viaggerei in Sud America'). Quindi si ritrova in sintesi nella struttura pròtasi-apòdosi "se-allora".
- Si usa per fare speculazioni/congetture/ipotesi riguardo ad eventi passati dei quali la conoscenza del parlante è indiretta, non confermata o approssimativa. E.g: —¿Cuantas personas asistían a la inauguración del Presidente? — No sé; habría 5.000, 'Quante persone presenziavano all'inaugurazione del Presidente? — Non so; saranno state 5.000').
- Esprime un'azione futura immaginata nel passato. E.g: Cuando era pequeño, pensaba que me gustaría ser médico, 'Quando ero piccolo, pensavo che mi sarebbe piaciuto fare il dottore').
- Esprime pure un suggerimento/consiglio. E.g: Yo que tú, lo olvidaría totalmente, 'Se fossi in te, lo dimenticherei completamente').

### Condizionale perfetto o condizionale composto (condicional compuestooantepospretérito)
Similmente al corrispettivo italiano, il condizionale composto spagnolo si riferisce a un'ipotetica azione passata.
Si forma aggiungendo al participio del verbo principale l'ausiliare haber al condizionale. E.g.: Yo habría hablado si me hubieran dado la oportunidad, 'Avrei parlato, se mi avessero data l'opportunità'). In italiano e in portoghese colloquiali si sostituisce con l'imperfetto (e.g. "Se lo sapevo te lo dicevo").

### Imperativo affermativo e negativo(imperativo positivo y negativo)
Il modo imperativo ha tre forme specifiche, corrispondenti ai pronomi tú, vos e vosotros (tú e vos sono impiegati in diversi dialetti regionali, vosotros solo in Spagna); queste forme sono usate soltanto in espressioni affermative, ma non in quelle negative. Il congiuntivo integra l'imperativo in tutti gli altri casi (il negativo, e le coniugazioni corrispondenti ai pronomi nosotros, él/ella, usted, ellos/ellas e ustedes). la forma in "vos" è usato nello spagnolo rioplatense e in molta parte dell'America Centrale. Il suo uso è accettato dalla Real Academia Española. Il "nosostros" si usa per fare inviti, come il "let's...!" inglese, che comunque si può sostituire con il verbo andare/ir (e.g. "Dai, mangiamo! Andiamo a mangiare!" >  ¡Vamos a comer!).
L'imperativo singolare tú coincide completamente con la terza persona singolare dell'indicativo, tranne per alcuni verbi irregolari. Il plurale vosotros è sempre lo stesso dell'infinito, ma con la -d finale al posto della -r nel formale e nella forma scritta; La forma del parlato informale/colloquiale è la stessa dell'infinito ma quest'ultimo uso è deprecato dall'Accademia Reale Spagnola. Il vos singolare perde la -r dell'infinito, guadagnando un accento scritto indicante la tonicità. Queste forme effettive dell'imperativo sono in grassetto onde distinguerle da quelle propriamente del congiuntivo.
La forma positiva dell'imperativo dei verbi regolari si forma nel seguente modo:
| Pronome  | -ar       | -er       | -ir       |
| -------- | --------- | --------- | --------- |
| tú       | -a        | -e        | -e        |
| vos      | -á        | -é        | -í        |
| Usted    | -e        | -a        | -a        |
| nosotr@s | -emos     | -amos     | -amos     |
| vosotr@s | -ad (-ar) | -ed (-er) | -id (-ir) |
| Ustedes  | -en       | -an       | -an       |

Per l'imperativo negativo, il solito avverbio di negazione no viene collocato davanti al verbo, al cui tema vengono attaccate le seguenti terminazioni:
| Pronome  | -ar   | -er, -ir |
| -------- | ----- | -------- |
| tú; vos  | -es   | -as      |
| Usted    | -e    | -a       |
| nosotr@s | -emos | -amos    |
| vosotr@s | -éis  | -áis     |
| Ustedes  | -en   | -an      |

#### Esempi di imperativo
Viene qui mostrato l'imperativo affermativo del verbo comer in tutte le possibilità:
| Soggetto | Comando   | Significato |
| -------- | --------- | ----------- |
| tú       | ¡Come!    | 'Mangia!'   |
| vos      | ¡Comé!    | 'Mangia!'   |
| Usted    | ¡Coma!    | 'Mangi!'    |
| nosotr@s | ¡Comamos! | 'Mangiamo!' |
| vosotr@s | ¡Comed!   | 'Mangiate!' |
| vosotr@s | ¡Comer!   | Mangiate!   |
| Ustedes  | ¡Coman!   | 'Mangino!'  |

Al negativo, con delle annotazioni, esse sono:
| Soggetto | Comando      | Significato                    | Note                                                                                                |
| -------- | ------------ | ------------------------------ | --------------------------------------------------------------------------------------------------- |
| tú       | ¡No comas!   | 'Non mangiare!'                | -                                                                                                   |
| vos      | ¡No comas!   | 'Non mangiare!'                | usato nelle aree del voseo; la sola forma accettata dalla Real Academia Española                    |
| vos      | ¡No comás!   | 'Non mangiare!'                | usato da tutta la popolazione voseante; non accettato dalla Real Academia Española                  |
| Usted    | ¡No coma!    | 'non mangi!' o 'non mangiate!' | -                                                                                                   |
| nosotr@s | ¡No comamos! | Non mangiamo!                  | -                                                                                                   |
| vosotr@s | ¡No comáis!  | Non mangiate!                  | Plurale informale in Spagna                                                                         |
| Ustedes  | ¡No coman!   | Non mangino!                   | Comando formale plurale negativo generale; usato come comando plurale familiare nell'America Latina |

##### Verbo pronominalecomerse
| Soggetto | Comando         | Significato | Note |
| -------- | --------------- | ----------- | --- |
| tú       | ¡Cómete ...!    | Mangia!     | usato in modo enfatico                                                                                             |
| vos      | ¡Comete ...!    | Mangia!     | Usato nel dialetto rioplatense; accettato dalla Real Academia Española                                             |
| Usted    | ¡Cómase ...!    | Mangi!      | Singolare formale                                                                                                  |
| nosotr@s | ¡Comámonos ...! | Mangiamo!   | la terminazione -s originale si perde davanti al pronome nos, affissato onde evitare suoni cacofonici o dissonanti |
| vosotr@s | ¡Comeos ...!    | Mangiate!   | la terminazione -d originale si perde davanti al pronome os, affissato onde evitare suoni cacofonici o dissonanti  |
| vosotr@s | ¡Comeros ...!   | Mangiate!   | plurale colloquiale usato in Spagna per situazioni informali, sebbene non ammesso dalla Real Academia Española     |
| Ustedes  | ¡Cómanse ...!   | Mangino!    | Comando formale plurale generale; usato come comando plurale familiare nell'America Latina                         |

L'imperativo del verbo ir, che è un verbo irregolare, all'affermativo è:
| Pronome  | Forma imperativa | Significato | Note |
| -------- | ---------------- | ----------- | --- |
| tú       | ¡Ve!             | Va!         | Forma generale dell'imperativo singolare |
| vos      | ¡Andá!           | Va!         | Usato perché la forma generale nel voseo imperativo viene a perdere la '-d' finale, aggiungendo un accento. Tuttavia, se facciamo questo, la forma sarà 'í'. |
| Usted    | ¡Vaya!           | Vada!       | La stessa della forma congiuntiva |
| nosotr@s | ¡Vamos!          | Andiamo!    | Forma più comune |
| nosotr@s | ¡Vayamos!        | Andiamo!    | Forma prescritta ma usata di rado |
| vosotr@s | ¡Id!             | Andate!     | Forma prescritta |
| vosotr@s | ¡Ir!             | Andate!     | Forma colloquiale |
| Ustedes  | ¡Vayan!          | Vadano!     | Plurale formale; anche familiare nell'America Latina |

Il verbo pronominale irse è irregolare nella forma normativa della seconda persona plurale, dato che non perde la -d o la -r:
- ¡idos! (vosotros) – Andate via! (plurale usato in situazioni informali, raccomandato dalla Real Academia Española, ma estremamente insolito)
- ¡iros! (vosotros) – Andate via! (comune in Spagna, e recentemente ammesso dalla Real Academia Española)  Archiviato il 9 agosto 2017 in Internet Archive.

### Presente congiuntivo (presente de subjuntivo)
Il modo congiuntivo ha uno schema di coniugazione separata con meno tempi. Usato quasi esclusivamente nelle proposizioni subordinate per esprimere l'opinione o il giudizio del parlante, quali dubbi, possibilità, emozioni ed eventi che possano o meno succedere.
Il presente congiuntivo dei verbi regolari viene formato con le seguenti terminazioni:
| Pronome         | -ar   | -er, - ir |
| --------------- | ----- | --------- |
| yo              | -e    | -a        |
| tú; vos         | -es   | -as       |
| él, ella; Usted | -e    | -a        |
| nosotr@s        | -emos | -amos     |
| vosotr@s        | -éis  | -áis      |
| ell@s; Ustedes  | -en   | -an       |

### Imperfetto congiuntivo (imperfecto de subjuntivo)
L'imperfetto del congiuntivo può essere formato con due tipi di terminazioni: in "-ra" o in "-se", come mostrato sotto. Nell'America Latina, le forme in -ra sono virtualmente le sole forme usate, escluse quelle in -se. In Spagna, sono utilizzate entrambi i tipi, ma con prevalenza delle forme in -ra.

#### Imperfetto congiuntivo, forme-ra
| Pronomi         | -ar     | -er, -ir |
| --------------- | ------- | -------- |
| yo              | -ara    | -iera    |
| tú; vos         | -aras   | -ieras   |
| él, ella; Usted | -ara    | -iera    |
| nosotr@s        | -áramos | -iéramos |
| vosotr@s        | -arais  | -ierais  |
| ell@s; Ustedes  | -aran   | -ieran   |

#### Imperfetto congiuntivo, forme-se
| Pronomi         | -ar     | -er, -ir |
| --------------- | ------- | -------- |
| yo              | -ase    | -iese    |
| tú; vos         | -ases   | -ieses   |
| él, ella; Usted | -ase    | -iese    |
| nosotr@s        | -ásemos | -iésemos |
| vosotr@s        | -aseis  | -ieseis  |
| ell@s; Ustedes  | -asen   | -iesen   |

### Futuro congiuntivo (futuro (simple) de subjuntivo)
Questo tempo non è più impiegato nella lingua moderna, tranne nella lingua giuridica e in alcune espressioni fisse. Le seguenti terminazioni sono legate al tema del preterito:
| Pronomi               | -ar     | -er, -ir |
| --------------------- | ------- | -------- |
| yo                    | -are    | -iere    |
| tú; vos               | -ares   | -ieres   |
| él, ella; Usted       | -are    | -iere    |
| nosotr@s              | -áremos | -iéremos |
| vosotr@s              | -areis  | -ieris   |
| ellos, ellas; Ustedes | -aren   | -ieren   |

E.g.: Cuando hablaren,... ('Quando possano parlare')

### Presente perfetto congiuntivo (pretérito perfecto de subjuntivo)
Nel modo congiuntivo, le forme del congiuntivo del verbo haber sono usate con il participio passato del verbo principale. Con essa, si formano i tre tempi composti del congiuntivo, di cui questo è il primo. E.g.: Cuando haya hablado... ('Quando io ho/ egli ha /lei abbia parlato,,,,')

### Piuccheperfetto congiuntivo (pluscuamperfecto de subjuntivo)
Questo è il secondo dei tre tempi composti. E.g.: Si hubiera hablado... o Si hubiese hablado... ('Se io avessi parlato, egli/ella avesse parlato...')

### Futuro perfetto congiuntivo (futuro compuesto de subjuntivo)
Similmente al futuro semplice del congiuntivo, questo tempo (l'ultimo tempo composto del congiuntivo) non è ormai più usato nella lingua moderna. E.g.: Cuando hubiere hablado... ('Nel momento in cui possa aver parlato...').
- Il presente congiuntivo è formato dal tema della prima persona del presente indicativo di un verbo. Tuttavia, per i verbi irregolari, come per es. salir, la prima persona fa salgo[4], mentre il presente congiuntivo sarebbe salga e non *sala[4].
- La scelta tra il presente e l'imperfetto congiuntivo è determinata dal tempo del verbo principale della frase.
- Il futuro congiuntivo viene usato di rado nello spagnolo moderno e in massima parte lo si trova in testi antichi, documenti legali e alcune espressioni fisse quali venga lo que viniere ("venga quel che venga", nel senso di "accada quel che accada").

## Verbi irregolari
Molti verbi dittongano le vocali tematiche e ed o rispettivamente in ie e ue, in quanto la vocale del tema viene a ricevere l'accento. Tra questi verbi, detti anche a mutamento tematico, troviamo: pensar 'pensare' (pienso, 'penso'), sentarse 'sedersi' (me siento 'mi siedo'), empezar 'iniziare' (empiezo 'io inizio'), volver 'ritornare' (vuelvo 'io ritorno') e acostarse 'coricarsi' (me acuesto 'mi corico').
Virtualmente tutti i verbi della terza coniugazione (-ir), quando hanno nel loro tema -e- od -o-, subiscono un mutamento dell'apertura vocalica in modo che e ed o, in alcune delle loro forme, diventano rispettivamente i e u. Tra questi tipi di verbi troviamo per es. pedir 'chiedere' (pide 'chiede'), competir 'competere' (compite 'compete'), e derretirse 'sciogliersi' (se derrite 'si scioglie').
I verbi cosiddetti (in inglese) "I-Go" aggiungono una -g- mediana alla prima persona singolare del presente (facendo terminare la forma verbale della prima persona in -go — come per esempio: tener 'avere', tengo 'io ho'; venir 'venire', vengo 'vengo'). Questi verbi sono inoltre spesso irregolari in altre forme.

## Tavole di coniugazioni verbali
Sotto sono presenti le tavole di coniugazioni verbali nei tempi principali.

## Tavole di coniugazione dei verbi principali e di quelli regolari

### Verbi principali (essere, avere, tenere, stare)

#### Presente indicativo (presente semplice)
| Pronome         | Verbi                   |
| --------------- | ----------------------- |
| yo              | yo soy, tengo, estoy    |
| tú              | eres, tienes, estás     |
| él, ella; Usted | es, tiene, está         |
| nosotr@s        | somos, tenemos, estamos |
| vosotr@s        | sois, tenéis, estáis    |
| ell@s; Ustedes  | son, tienen, están      |

#### Presente indicativo (presente continuato + passato continuato + futuro epistemico)
| Pronome                              | Verbi    |
| ------------------------------------ | -------- |
| yo estoy—estaba—estaré               | teniendo |
| tú estás—estabas—estarás             | teniendo |
| él, ella, Usted está—estaba—estará   | teniendo |
| nosotr@s estamos—estábamos—estaremos | teniendo |
| vosotr@s estáis—estabais—estaréis    | teniendo |
| ell@s, Ustedes están—estabam—estarán | teniendo |

#### Passato prossimo, trapassato prossimo e futuro anteriore + participio passato
| Pronome                          | Verbi (participio passato) |
| -------------------------------- | -------------------------- |
| yo he—había—habré                | sido, tenido, estado       |
| tú has—habías—habrás             | sido, tenido, estado       |
| él, ella, Usted ha---había—habrá | sido, tenido, estado       |
| nosotr@s hemos—habíamos—habremos | sido, tenido, estado       |
| vosotr@s habéis—habíais—habréis  | sido, tenido, estado       |
| ell@s, Ustedes han—habían—habrán | sido, tenido, estado       |

#### Imperfetto
| Pronome         | Verbi                       |
| --------------- | --------------------------- |
| yo              | era, tenía, estaba          |
| tú              | eras, tenías, estabas       |
| él, ella, Usted | era, tenía, estaba          |
| nosotr@s        | éramos, teníamos, estábamos |
| vosotr@s        | erais, teníais, estabais    |
| ell@s, Ustedes  | eran, tenían, estaban       |

#### Passato remoto
| Pronome         | Verbi                                       |
| --------------- | ------------------------------------------- |
| yo              | fui, tuve, hube, estuve                     |
| tú              | fuiste, tuviste, hubiste, estuviste         |
| él, ella, Usted | fue, tuvo, hubo, estuvo                     |
| nosotr@s        | fuimos, tuvimos, hubimos, estuvimos         |
| vosotr@s        | fuisteis, tuvisteis, hubisteis, estuvisteis |
| ell@s, Ustedes  | fueron, tuvieron hubieron, estuvieron       |

#### Futuro semplice
| Pronome         | Verbi                         |
| --------------- | ----------------------------- |
| yo              | seré, tendré, estaré          |
| tú              | serás, tendrás, estarás       |
| él, ella, Usted | será, tendrá, estará          |
| nosotr@s        | seremos, tendremos, estaremos |
| vosotr@s        | seréis, tendréis, estaréis    |
| ell@s, Ustedes  | serán, tendrán, estarán       |

#### Imperativo
| Pronome    | Verbi |
| ---------- | ----- |
| (tú)       | está  |
| (vosotr@s) | estad |

### Verbi regolari: prima coniugazione, con infinito in -ar

#### Presente indicativo (presente semplice)
| Pronome         | Verbi    |
| --------------- | -------- |
| yo              | hablo    |
| tú              | hablas   |
| él, ella, Usted | habla    |
| nosotr@s        | hablamos |
| vosotr@s        | habláis  |
| ell@s, Ustedes  | hablan   |

#### Presente indicativo (presente continuato + passato continuato + futuro epistemico)
| Pronome + estar                      | Verbi (gerundio) |
| ------------------------------------ | ---------------- |
| yo estoy—estaba—estaré               | hablando         |
| tú estás—estabas—estarás             | hablando         |
| nosotr@s estamos—estábamos—estaremos | hablando         |
| vosotr@s estáis—estabais—estaréis    | hablando         |

#### Passato prossimo, trapassato prossimo e futuro anteriore + participio passato
| Pronome                           | Verbi (participio passato) |
| --------------------------------- | -------------------------- |
| yo he—había—habré                 | hablado                    |
| tú has—habías—habrás              | hablado                    |
| él, ella, Usted ha---había—habrás | hablado                    |
| nosotr@s hemos—habíamos—habremos  | hablado                    |
| vosotr@s habéis—habíais—habréis   | hablado                    |
| ell@s, Ustedes han—habían—habrán  | hablado                    |

#### Imperfetto
| Pronome         | Verbi      |
| --------------- | ---------- |
| yo              | hablaba    |
| tú              | hablabas   |
| él, ella, Usted | hablaba    |
| nosotr@s        | hablábamos |
| vosotr@s        | hablabais  |
| ell@s, Ustedes  | hablaban   |

#### Passato remoto
| Pronome         | Verbi      |
| --------------- | ---------- |
| yo              | hablé      |
| tú              | hablaste   |
| él, ella, Usted | habló      |
| nosotr@s        | hablamos   |
| vosotr@s        | hablasteis |
| ell@s, Ustedes  | hablaron   |

#### Futuro semplice
| Pronome         | Verbi      |
| --------------- | ---------- |
| yo              | hablaré    |
| tú              | hablarás   |
| él, ella, Usted | hablará    |
| nosotr@s        | hablaremos |
| vosotr@s        | hablaréis  |
| ell@s, Ustedes  | hablarán   |

#### Imperativo
| Pronome    | Verbi  |
| ---------- | ------ |
| (tú)       | habla  |
| (vosotr@s) | hablad |

### Verbi regolari: seconda coniugazione, con infinito in -er

#### Presente indicativo (presente semplice)
| Pronome         | Verbi   |
| --------------- | ------- |
| yo              | Bebo    |
| tú              | Bebes   |
| él, ella, Usted | Bebe    |
| nosotr@s        | Bebemos |
| vosotr@s        | Bebéis  |
| ell@s, Ustedes  | Beben   |

#### Presente indicativo (presente continuato +passato continuato +futuro epistemico)
| Pronome                                       | Verbi    |
| --------------------------------------------- | -------- |
| yo estoy—estaba—estaré                        | Bebiendo |
| tú estás—estabas—estarás                      | Bebiendo |
| él, ella, Usted está—estaba—estará            | Bebiendo |
| nosotras/nosotros estamos—estábamos—estaremos | Bebiendo |
| vosotras/vosotros estáis—estabais—estaréis    | Bebiendo |
| ellas/ellos, Ustedes están—estabam—estarán    | Bebiendo |

#### Passato prossimo, trapassato prossimo e futuro anteriore + participio passato
| Pronome                          | Verbi  |
| -------------------------------- | ------ |
| yo he—había—habré                | bebido |
| tú has—habías—habrás             | bebido |
| él, ella, Usted ha---había—habrá | bebido |
| nosotr@s hemos—habíamos—habremos | bebido |
| vosotr@s habéis—habíais—habréis  | bebido |
| ell@s, Ustedes han—habían—habrán | bebido |

#### Imperfetto
| Pronome         | Verbi    |
| --------------- | -------- |
| yo              | bebía    |
| tú              | bebías   |
| él, ella, Usted | bebía    |
| nosotr@s        | bebíamos |
| vosotr@s        | bebíais  |
| ell@s, Ustedes  | bebían   |

#### Passato remoto
| Pronome              | Verbi     |
| -------------------- | --------- |
| yo                   | bebí      |
| tú                   | bebiste   |
| él, ella, Usted      | bebió     |
| nosotras/vosotros    | Bebimos   |
| vosotras/vosotros    | bebisteis |
| ellas/ellos, Ustedes | bebieron  |

#### Futuro semplice
| Pronome                 | Verbi     |
| ----------------------- | --------- |
| yo                      | beberé    |
| tú                      | beberás   |
| él, ella, Usted         | beberá    |
| nosotras/vosotros       | beberemos |
| vosotras/vosotros       | beberéis  |
| ellas/vosotros, Ustedes | beberán   |

#### Imperativo
| Pronome             | Verbi |
| ------------------- | ----- |
| (tú)                | Bebe  |
| (vosotras/vosotros) | bebed |

### Verbi regolari: terza coniugazione, con infinito in -ir

#### Presente indicativo (presente semplice)
| Pronome              | Verbi   |
| -------------------- | ------- |
| yo                   | abro    |
| tú                   | abres   |
| él, ella, Usted      | abre    |
| nosotras/vosotros    | abrimos |
| vosotras/vosotros    | abrís   |
| ellas/ellos, Ustedes | abren   |

#### Presente indicativo (presente continuato +passato continuato +futuro epistemico)
| Pronome                                       | Verbi    |
| --------------------------------------------- | -------- |
| yo estoy—estaba—estaré                        | Abriendo |
| tú estás—estabas—estarás                      | Abriendo |
| él, ella, Usted está—estaba—estará            | Abriendo |
| nosotras/nosotros estamos—estábamos—estaremos | Abriendo |
| vosotras/vosotros estáis—estabais—estaréis    | Abriendo |
| ellas/ellos, Ustedes están—estabam—estarán    | Abriendo |

#### Passato prossimo, trapassato prossimo e futuro anteriore + participio passato
| Pronome                                   | Verbi   |
| ----------------------------------------- | ------- |
| yo he—había—habré                         | abierto |
| tú has—habías—habrás                      | abierto |
| él, ella, Usted ha---había—habrá          | abierto |
| nosotras/nosotros hemos—habíamos—habremos | abierto |
| vosotras/vosotros habéis—habíais—habréis  | abierto |
| ellas/ellos, Ustedes han—habían—habrán    | abierto |

#### Imperfetto
| Pronome         | Verbi    |
| --------------- | -------- |
| yo              | abría    |
| tú              | abrías   |
| él, ella, Usted | abría    |
| nosotr@s        | abríamos |
| vosotr@s        | abríais  |
| ell@s, Ustedes  | abrían   |

#### Passato remoto
| Pronome         | Verbi     |
| --------------- | --------- |
| yo              | abrí      |
| tú              | abriste   |
| él, ella; Usted | abrió     |
| nosotr@s        | abrimos   |
| vosotr@s        | abristeis |
| ell@s; Ustedes  | abrieron  |

#### Futuro semplice
| Pronome         | Verbi     |
| --------------- | --------- |
| yo              | abriré    |
| tú              | abrirás   |
| él, ella, Usted | abrirá    |
| nosotr@s        | abriremos |
| vosotr@s        | abriréis  |
| ell@s, Ustedes  | abrirán   |

#### Imperativo
| Pronome             | Verbi |
| ------------------- | ----- |
| (tú)                | abre  |
| (vosotras/vosotros) | abrid |